# 米塔希姆·穆罕默德·拉什迪帕夏
米塔希姆·穆罕默德·拉什迪帕夏（英語：Mehmed Rushdi Pasha；1811年？月？日—1882年3月27日），是奥斯曼帝国的政治家、改革者，曾五次担任大维齐尔。